# Sericoides silvatica
Sericoides silvatica är en skalbaggsart som beskrevs av Germain 1863. Sericoides silvatica ingår i släktet Sericoides och familjen Melolonthidae. Inga underarter finns listade i Catalogue of Life.